# Thunbergia capensis
Thunbergia capensis är en akantusväxtart som beskrevs av Rets.. Thunbergia capensis ingår i släktet thunbergior, och familjen akantusväxter. Inga underarter finns listade i Catalogue of Life.